# Waleryj Żmajlik
Waleryj Alaksiejewicz Żmajlik (biał. Валерый Аляксеевіч Жмайлік, ros. Валерий Алексеевич Жмайлик, Walerij Aleksiejewicz Żmajlik; ur. 23 stycznia 1951 w Siewoszkach) – białoruski inżynier mechanik i polityk, w latach 2012–2016 deputowany do Izby Reprezentantów Zgromadzenia Narodowego Republiki Białorusi V kadencji.

## Życiorys
Urodził się 23 stycznia 1951 roku we wsi Siewoszki, w rejonie wołkowyskim obwodu grodzieńskiego Białoruskiej SRR, ZSRR. Ukończył Białoruski Instytut Inżynierów Transportu Kolejowego ze specjalnością „Lokomotywy i gospodarka lokomotywami”, uzyskując wykształcenie inżyniera mechanika. Uzyskał stopień kandydata nauk technicznych (odpowiednik polskiego stopnia doktora). Pracę rozpoczął jako mistrz działu. Pełnił funkcję dyrektora Homelskiego Zakładu Budowy Maszyn Rolniczych „Homsielmasz”.
18 października 2012 roku został deputowanym do Izby Reprezentantów Zgromadzenia Narodowego Republiki Białorusi V kadencji z Homelskiego-Sielmaszowskiego Okręgu Wyborczego Nr 32. Pełnił w niej funkcję członka Stałej Komisji ds. Międzynarodowych.

## Odznaczenia i nagrody
- Order Ojczyzny II klasy;
- Order Ojczyzny III klasy;
- Medal „Za Pracowniczą Dzielność” (ZSRR);
- tytuł „Zasłużony Pracownik Zjednoczenia Produkcyjnego Homsielmasz”;
- tytuł „Zasłużony Pracownik Przemysłu Republiki Białorusi”;
- tytuł „Honorowy Obywatel Obwodu Homelskiego”;
- Nagroda Państwowa Republiki Białorusi;
- Gramota Pochwalna Rady Ministrów Republiki Białorusi;
- gramoty pochwalne Ministerstwa Przemysłu Republiki Białorusi, Homelskiego Obwodowego Komitetu Wykonawczego, Homelskiego Miejskiego Komitetu Obwodowego, rad deputowanych różnego szczebla.
- Podziękowanie Prezydenta Republiki Białorusi[1].

## Życie prywatne
Waleryj Żmajlik jest żonaty, ma syna i córkę.